# Nederlandse Landstand
De Nederlandse Landstand of Nederlandsche Landstand was een organisatie die in oktober 1941 ontstond uit de fusie van Boerenfront en de Nationale Bond Landbouw en Maatschappij. De Nederlandse Landstand werd geleid door Evert Roskam die daarvoor al de leider was van de begin 1940 opgerichte NSB-boerenorganisatie Boerenfront. Doel van de Nederlandse Landstand was onder meer alle organisaties op het gebied van landbouw en visserij te overkoepelen en onder nationaalsocialistische controle te brengen. De Landstand was onder meer verantwoordelijk voor het behartigen van de belangen van boeren, vissers en tuinders. Deze werden allen gedwongen lid te worden.
In 1942 ging ook de Bond van Landpachters op in de Nederlandse Landstand.